# つま

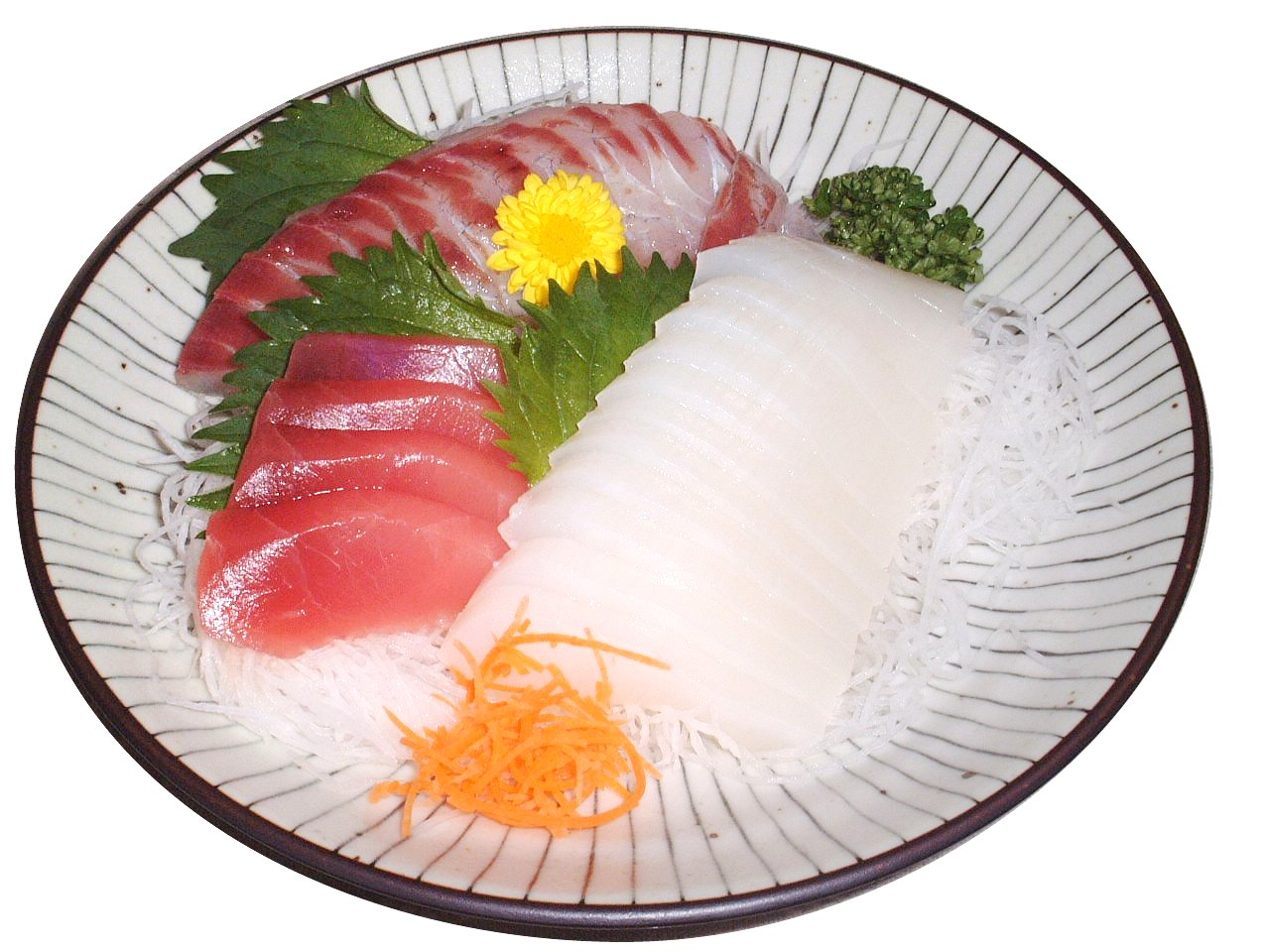
刺身の盛り合わせ。大根と人参、大葉、食用菊、パセリが「つま」として使われている。

つまは、刺身や吸物に用いられるつけあわせのことである。ツマとも表記され、つまものともよばれる。「具」と当て字表記されることもある。料理に季節感や香りを添える野菜が「つまもの」であり、和食の季節感や美しさを演出するため料理に盛り付けに飾られるものは「あしらい」という。

## つまもの

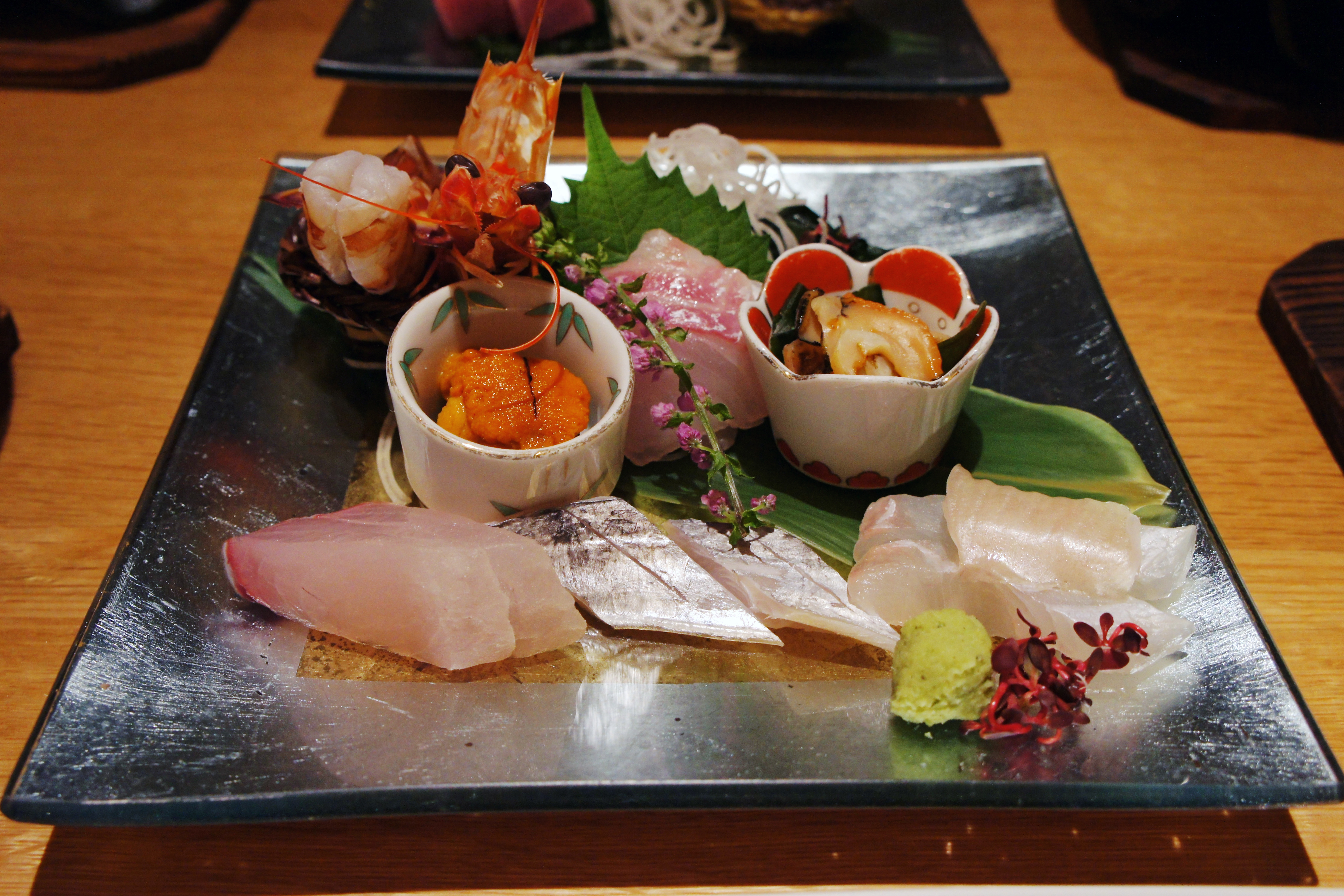
花穂じそ(中央)と芽たで(右下)が添えられた刺身

つまものは、和食料理の彩りを与えたり季節感を演出させたり、あるいは刺身の殺菌や防腐のために添えられるもので、食欲増進や消化促進の役割を兼ねることも多い。種類として、ダイコン、キュウリ、ニンジンなどの野菜の千切りや、タデやハマボウフウなど「つま」としてしか使われない食材がある。
- アオメ - 青ジソの発芽したばかりの芽。赤み魚の刺身に合わせて使われる[2]。
- 木の芽 - サンショウの若芽を摘んだもの。手のひらでたたくと香りが出る。吸い物に浮かしたり、魚などの焼き物、煮物に青みを加えたりと幅広く用いる[2]。
- 青ジソ - 爽やかな香りを生かして、葉をそのまま刺身に添えられる。香り成分には、殺菌作用や防腐作用もある[2]。
- 花丸キュウリ - キュウリの花がついたごく小さい実を若どりしたもの。「花つき」「花キュウリ」ともよばれている。主に料理に季節感や彩りを与えるために用いる[2]。
- 花穂ジソ - 刺身のつまや、白身魚などに使われる。生魚の臭みをとる香辛料としての役割もある[2]。
- ハマボウフウ - セリ科の多年草で、若葉が刺身のつまとして添えられる。埼玉県川口市産の「武州浜防風」が一級品とされている[2]。
- 穂ジソ - シソの花が終わって実が熟す前の花穂。刺身のつまや薬味として、醤油に添えて「香り醤油」にして食べる[2]。
- 芽たで - タデの一種「紅たで」の双葉のこと。ピリッとした辛味と香りをもち香辛料として用いる。刺身のつまに使われる[2]。
- ムラメ - 赤ジソの発芽したばかりの芽。白身魚の刺身に合わせて使われる[2]。

## あしらい
あしらいは、日本料理の盛り付けに飾りとして使うもので、主に季節感を演出するために四季折々の自然の葉などが使われたり、和紙が使われることもある。中でも料理の下に敷く葉や紙は、「かいしき」「しきづま」とよばれている。料理をよりおいしく見せたり、盛り付けに使う器の雰囲気に変化をつける役割がある。
- イチョウの葉 - 葉の形が扇形であることから、めでたい席に使われる[3]。
- 柿の葉 - かいしき（敷もの）として使う。5月ごろの若葉や、8 - 10月ごろの秋の演出に用いる[3]。
- ササの葉 - 鮮魚、煮魚、焼き魚などのかいしきに、幅広く使われる[3]。
- ナンテンの葉 - 災いを福に転ずるという言い伝えから、赤飯など縁起物の添え葉として用いられる[3]。
- モミジの葉 - 敷き葉として用いられ、青い若葉は初夏から秋まで、紅葉した葉は秋に使われる[3]。
- 松葉 - 冬の青々とした葉が、不老長寿の縁起物として添えられる[3]。

## 刺身のつま
魚の臭味を消して風味を引き立て、また盛り付けを美しくするために刺身に添えるものを「つま」という。広義のつまには、けん、つま、辛味の三種がある。
けん
大根やキュウリなど。刺身の後ろに山だかに盛ったり、下に敷いたり（「しきづま」ともいう）する、キュウリやウドなどの千切り、白髪大根など、野菜を細く切ったもの。
つま
青じそ（芽じそ、穂じそ）、花胡瓜、ミョウガ、ハマボウフウ、オゴノリ、岩たけ、水前寺のりなど。刺身に添えられる海藻など。
辛味
ワサビやショウガなど。
ワサビ等のように抗菌作用のあるものは刺身の傷みを防ぐ役割があるものもある。現在では全く用いられていないが、夏ミカンのむいたものや鶏卵素麺なども用いられることがあった。

## 派生語
「くだらない」「スケールが小さい」「取り扱われかたが軽い」ものなどに対して「刺身のつまにもならない（つけあわせ以下だ）」といった使い方をする事もある。